# Gusztáv és a hálátlan varjú
A Gusztáv és a hálátlan varjú a Gusztáv című rajzfilmsorozat második évadának tizenhetedik epizódja.

## Rövid tartalom
Gusztáv szép madárdalt vár a varjútól, amelyet megmentett a fagyhaláltól, de amikor látja, hogy ez nem sikerül, mérgében visszaviszi az állatot oda, ahol találta.

## Alkotók
- Rendezte és tervezte: Dargay Attila
- Forgatókönyvíró: Dargay Attila, Jankovics Marcell, Nepp József
- Zenéjét szerezte: Pethő Zsolt
- Operatőr: Henrik Irén
- Hangmérnök: Horváth Domonkos
- Vágó: Czipauer János
- Háttér: Szálas Gabriella
- Rajzolták: Görgényi Erzsébet, Koltai Jenő, Peres Júlia
- Színes technika: Dobrányi Géza, Kun Irén
- Gyártásvezető: Kunz Román

Készítette a Pannónia Filmstúdió.